# ミルコ・マリッチ
ミルコ・マリッチ（Mirko Marić、1995年5月16日 - ）は、ボスニア・ヘルツェゴビナ・グルデ出身のサッカー選手。ACモンツァ所属。ポジションはFW。クロアチア代表。

## 経歴

### クラブ
NKシロキ・ブリイェグでプロキャリアをスタートさせ、2014年3月27日にクロアチアのNKディナモ・ザグレブに7年という長期契約で移籍した。
2017年9月4日、NKオシエクに加入した。
2020年8月11日、セリエBに昇格したACモンツァに5年契約で移籍した。
2021年8月17日、セリエBのFCクロトーネに1年間の期限付き移籍で加入した。
2024年1月31日、HNLのHNKリエカに半年間の期限付き移籍で加入した。
2025年2月3日、セリエAのヴェネツィアFCに半年間の期限付き移籍で加入した。

### 代表
2015年より、生まれ故郷のボスニア・ヘルツェゴビナ代表からクロアチア代表へと代表国を変更し、2017年にチャイナ・カップ2017を戦うクロアチア代表に招集された。